# Eruguera de Buru
L'eruguera de Buru (Coracina fortis) és una espècie d'ocell de la família dels campefàgids (Campephagidae). Habita boscos a les terres baixes i muntanyes de l'illa de Buru, a les Moluques meridionals.